# Dejan Godar
Dejan Godar (Subotica, 19. svibnja 1978.) je hrvatski nogometaš iz bačkog sela Tavankuta u autonomnoj pokrajini Vojvodini, Srbija. Igra na položaju lijevog veznog igrača odnosno u "polušpicu".
Igrao je za Tavankut, Spartaka, Szeged, Solunca iz Karađorđeva, Vojvodinu, Osijeka (2000/01.), Belišće, INKER-a (2002/03.), a od 2003. do danas igra za finski RoPS.

U prosincu 2007. je pregovorao za prelazak u švedski klub Syrianska. 2008. je otišao u švedski klub Degerfors IF.

## Priznanja
Na prvom nogometnom EP-u hrvatskih manjina 2006. u Splitu, osvojio je 3. mjesto sa sastavom vojvođanskih Hrvata, a Godar je proglašen za najboljeg igrača.
2007. je izabran za igrača godine u finskoj 2. ligi, Ykonnenu, a svojim igrama u svom klubu RoPS-u e pridonio njegovom plasmanu u najviši razred, Veikkausliigi.

## Vanjske poveznice
- Hrvatska riječ[neaktivna poveznica] Prelazak u »Inker« bio je pravi potez
- (srp.) Subotičke novine  Arhivirana inačica izvorne stranice od 12. siječnja 2007. (Wayback Machine) Dejan Godar najbolji igrač
- (srp.) Dnevnik  Arhivirana inačica izvorne stranice od 6. siječnja 2008. (Wayback Machine) Habi u Zagrebu
- (engl.) Playerhistory.com
- Futebol 365[neaktivna poveznica] Rovaniemi PS 2005 (na portugalskom)